# Acanthodelta intermedia
Acanthodelta intermedia är en fjärilsart som beskrevs av Hans Daniel Johan Wallengren 1856. Acanthodelta intermedia ingår i släktet Acanthodelta och familjen nattflyn. Inga underarter finns listade i Catalogue of Life.